# Japan Soccer League Cup 1983
La Japan Soccer League Cup 1983 è stata l'ottava edizione del torneo calcistico organizzato dalla Japan Soccer League, massimo livello del campionato giapponese di calcio.

## Formula
Resta invariata la formula con incontri ad eliminazione diretta, a cui prendono parte le venti squadre partecipanti alla Japan Soccer League 1983.

## Date
| Turno            | Data                    |                |
| ---------------- | ----------------------- | -------------- |
| Primo turno      | 12-12-12-16 giugno 1983 |                |
| Secondo turno    | 18 giugno 1983          |                |
| Quarti di finale | 19 giugno 1983          |                |
| Semifinali       | 25 giugno 1983          |                |
| Finali           | 26 giugno 1983          | 26 giugno 1983 |

## Risultati

### Primo turno
| Squadra 1         | Risultato            | Squadra 2        |
| ----------------- | -------------------- | ---------------- |
| Yomiuri           | 1 - 1 3 - 1 (d.c.r.) | Nippon Steel     |
| Kofu Club         | 1 - 1 4 - 2 (d.c.r.) | Toho Titanium    |
| Furukawa Electric | 0 - 1                | Nippon Kokan     |
| Tanabe Pharma     | 1 - 0                | Saitama Teachers |

### Secondo turno
| Squadra 1     | Risultato            | Squadra 2       |
| ------------- | -------------------- | --------------- |
| Yanmar Diesel | 5 - 1                | Mitsubishi HI   |
| Yomiuri       | 4 - 2                | Fujitsu         |
| Toyota Motors | 3 - 0                | Kofu Club       |
| Fujita Kogyo  | 1 - 0                | Mazda           |
| Toshiba       | 2 - 2 4 - 2 (d.c.r.) | Yamaha Motors   |
| Nippon Kokan  | 2 - 1                | Sumitomo Metals |
| Nissan Motors | 3 - 1                | Tanabe Pharma   |
| Honda Motor   | 3 - 1                | Hitachi         |

### Quarti di finale
| Squadra 1     | Risultato | Squadra 2    |
| ------------- | --------- | ------------ |
| Yanmar Diesel | 1 - 0     | Yomiuri      |
| Toyota Motors | 1 - 3     | Fujita Kogyo |
| Toshiba       | 1 - 3     | Nippon Kokan |
| Nissan Motors | 2 - 1     | Honda Motor  |

### Semifinali
| Squadra 1     | Risultato            | Squadra 2    |
| ------------- | -------------------- | ------------ |
| Yanmar Diesel | 1 - 1 3 - 2 (d.c.r.) | Fujita Kogyo |
| Nissan Motors | 3 - 3 4 - 2 (d.c.r.) | Nippon Kokan |

### Finale
| Kofu 26 giugno 1983, ore 14:00 UTC+9      | Yanmar Diesel | 1 – 0 | Nissan Motors |  |
| \| \| \| \| \| autogol \| Marcatori \| \| |               |       |               |  |
|                                           |               |       |               |  |
| autogol                                   | Marcatori     |       |               |  |